# 왕실 고문
왕실 고문(王室 顧問, Queen's Counsel, King's Counsel)은 영국 연방 국가의 저명한 변호사가 영국의 군주로부터 임명되는 직위이다. 다른 국가에도 QC가 존재한다. 칙선변호사(勅選辯護士), 퀸즈카운슬, 왕립자문변호인, 상급변호사, 선임변호사라고도 부른다. 퀸즈카운슬 임명권은 국가원수의 재량권이다.

## 영국
퀸즈카운슬은 일반 변호사와 법정에서 착용하는 복장이 다르다. 이름 뒤에 항상 QC를 붙인다.

## 캐나다
캐나다 변호사의 상위 7%만이 퀸즈카운슬에 임명된다.

## 미국
미국은 영국 등의 퀸즈카운슬은 없지만, 미국 연방 대법원에의 상고심 변호권이 인정되는 명단에 등재되는 제도는 있다.